# Arnaud Simion
Arnaud Simion, né le 19 mai 1968 à Castelsarrasin (Tarn-et-Garonne), est un homme politique français.

## Biographie
Élu socialiste de la ville de Colomiers en Haute-Garonne où il est premier adjoint au maire et conseiller départemental de la Haute-Garonne, élu du canton de Toulouse-7 depuis 2015, et depuis 2021 le quatrième vice-président du conseil départemental de la Haute-Garonne chargé de l'Action sociale de proximité, des maisons des solidarités et de l'insertionsous la présidence de Sébastien Vincini, et cinquième avec les mêmes portefeuilles de 2021 à 2022 sous Georges Méric. 
Il devient député de la sixième circonscription de la Haute-Garonne sous les couleurs du PS, et avec l'investiture du Nouveau Front populaire lors des élections législatives de 2024. Il obtient 60,40 % des voix face à la candidate du Rassemblement national Nadine Demange-Fierlej, et succède ainsi à Monique Iborra députée de 2007 à 2024 (LREM/RE).